# Prisons de Paris
Paris a accueilli de nombreuses prisons. Certaines sont détruites ou fermées ; une seule est toujours en activité.

## Historique

### Antiquité et Moyen-Âge
La première prison de Lutèce, « carcer Glaucini » ou « prison de Glaucin » dans l’île de la Cité au débouché du Petit Pont où aurait  été enfermé saint Denis avec ses diacres saint Éleuthère et saint Rustique, aurait brûlé dans un incendie en 586. Cette prison fut remplacée par une autre située à l’emplacement de l’actuel marché aux fleurs.
Au Xe siècle, il existait, la prison du Comte de Paris, dans son palais (emplacement de l’actuel Palais de Justice), celle du Chapitre de Notre-Dame, celles des grandes abbayes, Saint-Germain-des-Prés, Sainte Geneviève, Saint-Martin.
Leur nombre augmente jusqu’au  XIIIe siècle car les seigneurs haut justiciers avaient chacun leur prison. Leur importance diminue sous Saint-Louis qui leur retire certains crimes qualifiés de cas royaux, ceux relatifs à la dignité du roi, à la sûreté de l’Etat, au faux-monnayage, aux parricides, aux assassinats sur les grands chemins et crée le droit d’appel au roi des jugements rendus par ses vassaux.

### Ancien Régime
En 1674, il existait encore 18 prisons seigneuriales qui disparaissent à cette date lorsque Louis XIV supprime les juridictions particulières : celles du prévôt des marchands, de l’évêque (officialité et For-l'Évêque), des chapitres de Notre-Dame, de Saint-Marcel, de Saint-Benoît et de Saint-Merri, des abbayes Sainte-Geneviève, de Saint-Germain-des-Prés, de Saint-Magloire, de Saint-Victor et de Montmartre, des prieurés de Saint-Denis-de-la-Chartre, de Saint-Eloi, de Saint-Martin-des-Champs et du Temple, celles du prieuré hospitalier de Saint-Jean de Latran et de la Maison de Saint-Lazare.
À cette date, plusieurs anciennes prisons seigneuriales deviennent des prisons royales, For l’évêque également prison pour dettes, Saint-Martin-des-Champs, Saint-Germain-des-Prés, Saint-Eloi.
Avant 1791, l'emprisonnement était rarement la suite d'une condamnation prononcée par un tribunal. Ce n'était le plus souvent qu'une mesure préventive de garde pendant l'instruction ou une détention temporaire après jugement dans l'attente de paiement de l'amende ou de l'exécution de la sentence. En règle générale, l'emprisonnement n'était pas considéré comme une peine sauf pour les religieux à la suite des jugements des tribunaux ecclésiastiques, et exceptionnellement pour les femmes en remplacement d'une condamnation aux galères qui ne pouvait leur être appliquée.
Des emprisonnements étaient surtout décidés par lettres de cachet qui étaient des mesures de police ou des enfermements à la demande des familles. Des emprisonnements pour non paiement de dettes étaient également exécutés à la demande des créanciers.
Enfin, des  personnes estimées dangereuses, telles qu'espions, faux-monnayeurs, impies, protestants, jansénistes à certaines époques, imprimeurs de livres interdits, fauteurs de scandale étaient enfermées par mesure de police sans jugement.
Les prisonniers pour dettes étaient logés et nourris aux frais de leur créancier.
De 1674 à la fin de l’Ancien Régime, les principales prisons parisiennes étaient les suivantes :
- les prisons royales de la Bastille, le donjon de Vincennes, le For l’évêque (jusqu’en 1782 date à laquelle elle est remplacée par la prison de la Force) où étaient enfermés des prisonniers en vertu d’une lettre de cachet, la Bastille étant réservée aux personnes de rang social élevé.
- les prisons royales du Grand-Châtelet, de la Conciergerie, de la Grande et de la Petite Force (à partir de 1782), de Saint Éloi et de Saint-Martin des Champs recevaient des personnes détenues par arrêts de justice ou par sentence du lieutenant de police.
- les maisons de force de la Salpétrière et de Bicêtre dépendant de l’Hôpital général où étaient principalement enfermées des personnes par mesure de police.
- Des couvents étaient également des lieux de détention, Sainte-Pélagie, les Madelonnettes, les Filles de Saint-Michel et de Saint-Valère[2].

### À partir de 1791
En 1791, les formes disparates et en grande partie arbitraires d'emprisonnements de l'Ancien Régime sont supprimées et remplacées par un régime uniforme. La prison devient un lieu de punition mais aussi celui de l'amendement du condamné, par le travail et l'éducation.

En 1793, Paris compte 28 prisons, dont 7 dans le quart nord-est réservée au beau monde, comme à la Grande Force, rue des Droits-de-l'Homme, ou sont internés aristocrates et roturiers proches de la famille royale, comme Mme de Tourzel, gouvernante des Enfants de France, ou la princesse de Lamballe, amie de Marie-Antoinette, assassinée lors des massacres de Septembre.
La famille royale est enfermée au donjon du Temple.
Certains nobles, liés avec le tribunal révolutionnaire, se font enfermer dans des maisons de santé qui leur garantissent la vie contre la bourse, comme la clinique du docteur Belhomme, et la maison Blanchard.
Des prisons sont fermées sous Révolution ou au début du XIXe siècle, ou changent de nature (la Salpêtrière de lieu d'enfermement devient un hôpital), d'autres continuent d'être utilisées. De nouveaux établissements sont construits au cours de ce siècle : prison Mazas, prison de la Roquette, prison de la Santé.

## Prisons parisiennes fermées
| \| Cherche-Midi La Roquette Sainte-Pélagie Saint-Lazare La Santé Mazas Dépôt \| Localisation des prisons sous la IIIe République française. |
| Cherche-Midi La Roquette Sainte-Pélagie Saint-Lazare La Santé Mazas Dépôt                                                                   |

- la Bastille (XVe siècle-1789)
- Prison des Bernardins
- Bicêtre (1656-1836)
- Prison du Grand-Châtelet
- la Conciergerie (1791-1995)
- Prison de l'Abbaye (fermée en 1854)

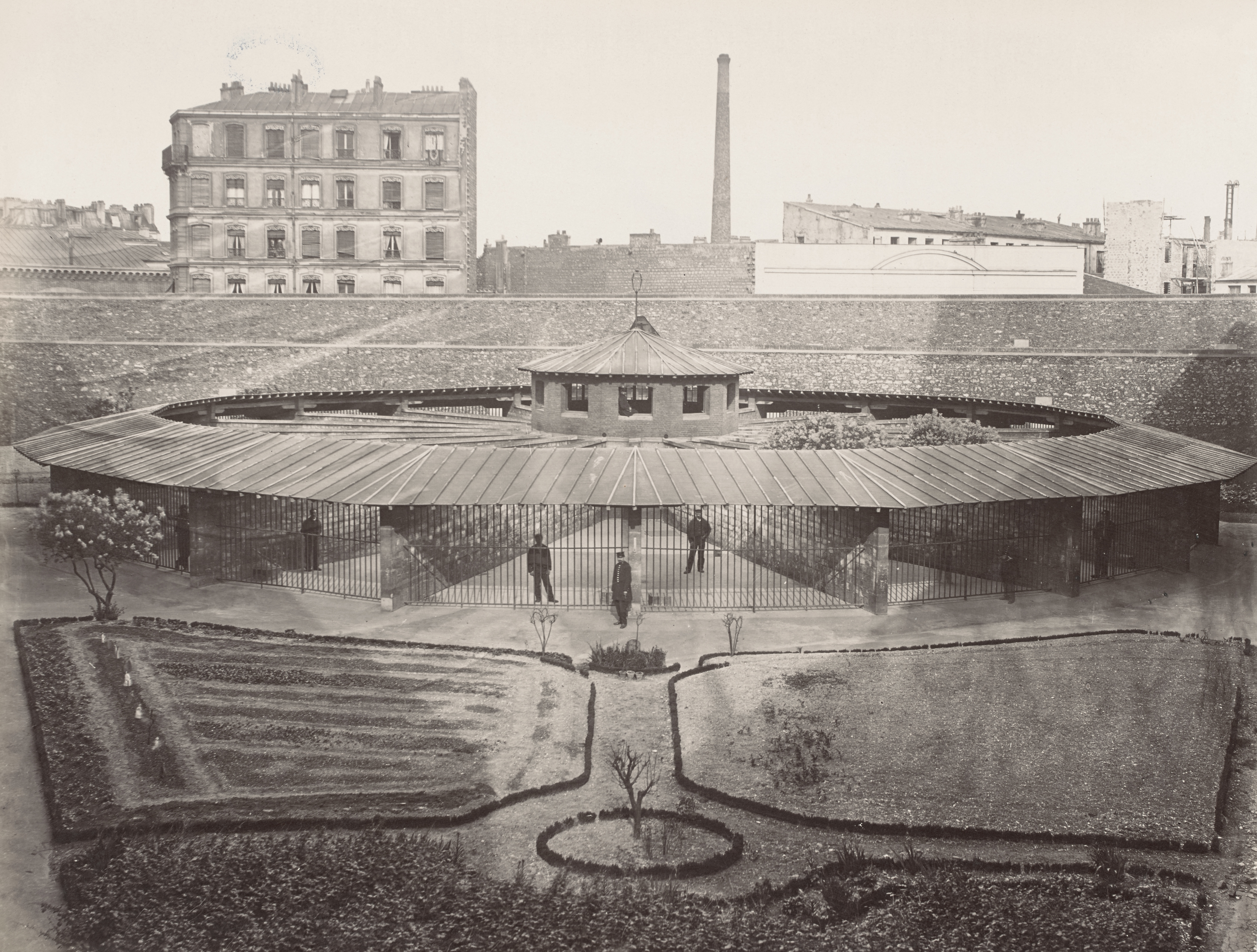
Prison Mazas.

- Prison du Cherche-midi (démolie en 1966)
- Prison de Clichy[4] (1826-1867, démolie en 1873)
- Prison des Carmes (1792)
- Prison de la Force (1780-1845)
- For-l'Évêque (fermée et démolie en 1783)
- Prison des Madelonnettes
- Prison Saint-Éloi (démolie en 1797)
- Prison Sainte-Pélagie (1790-1899)
- Prison du Temple (1792-1795, démolie en 1808)
- Prison Saint-Lazare (1794-1927, démolie en 1935)
- la Salpêtrière (1684-XIXe siècle)
- les prisons de la Roquette : la Grande Roquette (démolie en 1900) et la Petite Roquette (démolie en 1974)
- la prison Mazas (1850-1898, démolie en 1900)

## Prison parisienne actuellement en activité

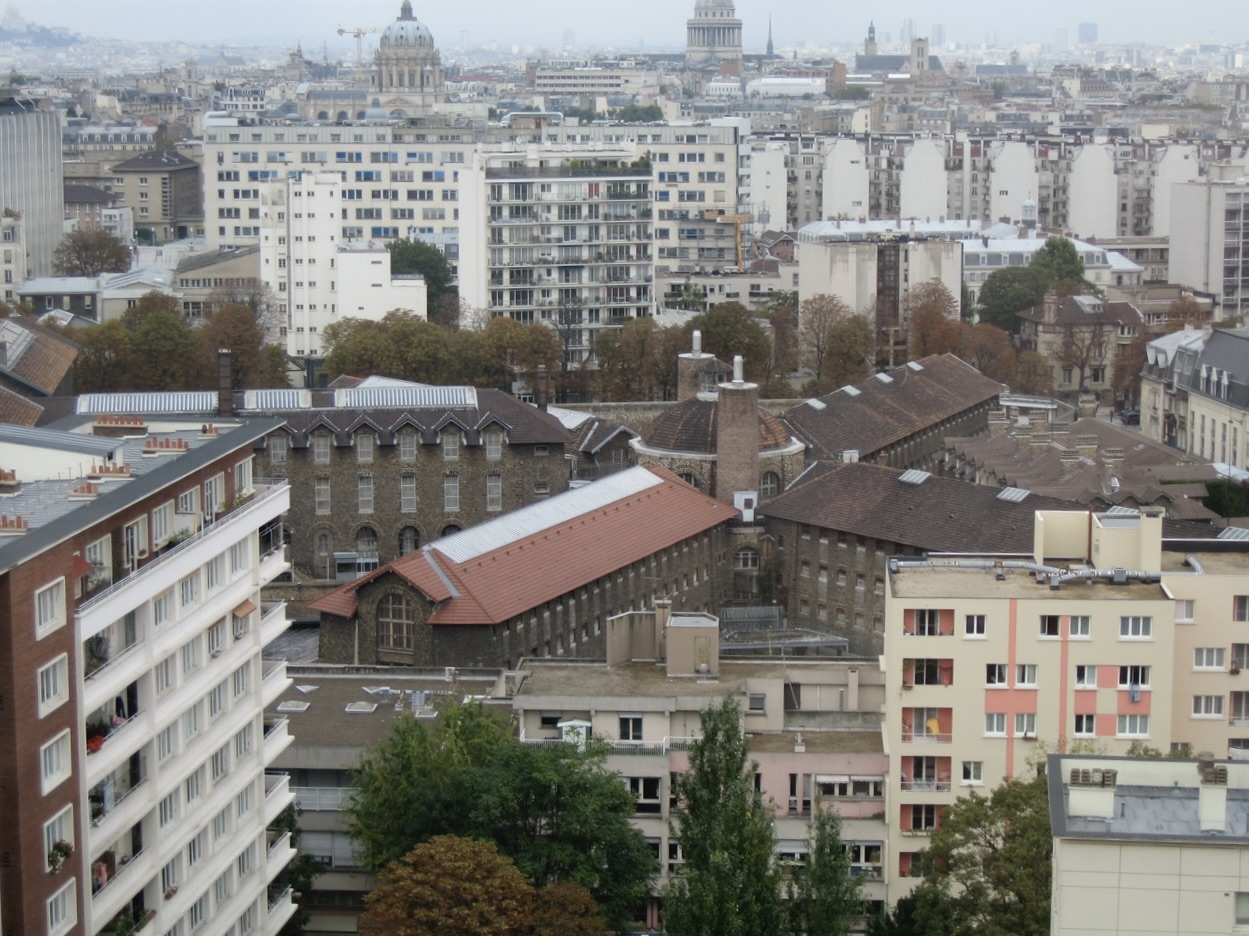
La prison de la Santé, photographiée depuis un étage élevé de l'hôtel Paris Marriott Rive Gauche.

Il ne reste plus qu'une seule prison dans Paris de nos jours, même si elle a été temporairement vidée de ses détenus et fermée entre août 2014 et janvier 2019 pour réhabilitation :
- Prison de la Santé (14e arrondissement)
- Dépôt de la préfecture de Police